# 밤게상과
밤게상과(Leucosioidea)는 십각목에 속하는 갑각류 상과의 하나로 2개 과로 이루어져 있다.

## 하위 분류
- 밤게과 (Leucosiidae)
- 이피쿨루스과 (Iphiculidae)